# Tricholoma rapipes
Tricholoma rapipes (Krombh.) Heilm.-Claus. & Mort. Chr. – gatunek grzybów należący do rzędu pieczarkowców (Agaricales).

## Systematyka i nazewnictwo
Pozycja w klasyfikacji według Index Fungorum: Tricholoma, Tricholomataceae, Agaricales, Agaricomycetidae, Agaricomycetes, Agaricomycotina, Basidiomycota, Fungi.
Po raz pierwszy opisał go w 1836r. włoski mykolog Julius Vincenz von Krombholz, nadając mu nazwę Agaricus rapipes. Aktualną nazwę nadali mu Heilmann-Clausen i Morten Christensen w 2017 r. Pozostałe synonimy:
- Tricholoma rapipes (Krombh.) Heilm.-Claus. & Mort. Chr. 2013
- Tricholoma saponaceum var. rapipes (Krombh.) J.E. Lange 1933

## Występowanie i siedlisko
Brak jej w opracowanym przez W. Wojewodę w 2003 r. wykazie wielkoowocnikowych grzybów podstawkowych Polski, znajduje się na uzupełnionej o nowe odkrycia, później opracowanej liście grzybów występujących w Polsce.
Gąski to naziemne grzyby mykoryzowe.